# ظفرآباد (مقاطعة ديواندرة)
ظفرآباد (بالفارسية: ظفرآباد) هي قرية تقع في قسم زرينه الريفي (مقاطعة ديواندرة) في إيران. يقدر عدد سكانها بـ 488 نسمة .